# 2008 au Maroc
Chronologie du Maroc
- 2004
- 2005
- 2006
- 2007
- 2008
- 2009
- 2010
- 2011
- 2012

Cet article présente les faits marquants de l'année 2008 au Maroc ou relatifs au Maroc.

## Événements

### Janvier
- 23 janvier 2008 : Le Collectif pour la promotion des droits des personnes handicapés organise  un séminaire pour lancer son deuxième projet qui concerne la promotion de la convention internationale des droits des personnes handicapées. Sachant que  25 % des familles marocaines sont touchées par le handicap, soit près de 1.530.000 personnes.

### Mars
- Dimanche 2 mars 2008 : Mille cinq cents personnes manifestent à Rabat contre Israël à l'appel du parti islamiste « Justice et Développement ».
- Mardi 18 mars 2008 : Le roi Mohammed VI gracie l'internaute marocain, Fouad Mourtada, 27 ans, qui avait usurpé l'identité de Moulay Rachid, le frère du roi sur le site Facebook. Il avait été arrêté le 5 février dernier.
- 31 mars 2008: Le ministre de l'Industrie, du Commerce et des nouvelles Technologies, Ahmed Réda Chami  préside  à Rabat la cérémonie de signature de huit mémorandums d'entente entre le gouvernement et plusieurs sociétés nationales et internationales de l'offshoring portant sur leurs installations à CasaNearShore et Technopolis (Salé)[1].

### Avril
- Lundi 7 avril 2008 : Neuf islamistes marocains s'échappent du pénitencier de Kénitra par un tunnel. Responsables des attentats de 2003 à Casablanca, ils étaient condamnés à de lourdes peines de prison.
- Jeudi 17 avril 2008 : Le premier ministre français François Fillon est en visite officielle, pour deux jours, pour signer mettre en place les accords signés en 2007 et pour participer à la réunion annuelle du groupe d'impulsion économique franco-marocain. Il doit aussi s'entretenir sur le projet d'Union pour la Méditerranée. Il doit rencontrer le premier ministre Abbas El Fassi et le roi Mohammed VI. Parmi les autres thèmes abordés, le rôle du port international de Tanger, le siège sud de l'Union pour la Méditerranée, et l'octroi pour le Maroc d'un "statut avancé" auprès de l'Union européenne, mais aussi le financement du tramway de Rabat et de la ligne TGV Tanger-Casablanca.
- Vendredi 18 avril 2008 : Le premier ministre français François Fillon a rencontré le roi Mohammed VI dans son palais d'Ifrane.
  - La France, lors de sa présidence européenne, placera parmi ses priorités la demande de << statut avancé >> pour le Maroc et soutient la proposition marocaine d'accorder l'autonomie au Sahara occidental, ce que refuse le Front Polisario.
  - Sur le plan économique, le Premier ministre français était accompagné de la ministre Christine Lagarde et quelques accords ont été passés : acquisition d'une frégate polyvalente Fremm, implantation du groupe Pierre & Vacances dans le secteur du tourisme, facilités financières obtenues pour la construction du tramway de Rabat et pour les études de faisabilité de la future ligne TGV.
- Lundi 21 avril 2008 : Le promoteur en immobilier de loisirs, Pierre & Vacances (CA 1,5 milliard €, 227 523 lits), leader européen en résidences de loisirs, annonce la construction d'ici 2013 de plusieurs résidences (Pierre & Vacances, Maeva, MGM) pour un total de 10 000 lits, ce qui représente un investissement global de 270 millions d'euros.
- Mercredi 23 avril 2008 : L'évasion du 7 avril de la prison de Kenitra de neuf détenus islamistes salafistes, condamnés pour leurs activités terroristes, a pu se faire grâce à un tunnel secret creusé il y a vingt ans - entre décembre 1986 et octobre 1988 - par des prisonniers politiques[2]. L'existence du tunnel aurait déjà été révélée en 2003 dans un journal marocain.
- Dimanche 27 avril 2008 :
  - Un incendie dans une usine de fabrication de matelas de la zone industrielle de Lissasfa à Casablanca cause la mort de 55 personnes et de nombreux blessés. Le feu s'est propagé rapidement aux cinq étages de l'immeuble car favorisé par les produits chimiques entreposés. Selon les pompiers, le bilan a été aggravé à cause de graves manquements aux normes de sécurité.
  - Le groupe Capgemini fête la première année d'implantation de son centre d'appel d'offshore informatique avec 150 employés et espère tripler ses effectifs en deux ans.

### Novembre
- 10 novembre 2008 : Le huitième Congrès national de l'Union socialiste des forces populaires (USFP) fini ses travaux à Skhirat, avec l'élection des membres du bureau politique (22 membres)[3].
- Vendredi 14 novembre 2008 : Le Maroc obtient 625 millions d'euros de la France pour financer le matériel roulant et les équipements de la future ligne TGV Tanger-Casablanca longue de 350 km. L'ensemble de la ligne devrait coûter quelque 2 milliards d'euros.
- Samedi 22 novembre 2008 : Le 8e Festival international du film de Marrakech (FIFM), présidé par le réalisateur, scénariste et producteur américain Barry Levinson et lors duquel quinze films internationaux étaient en compétition, décerne ses prix :
  - l'Étoile d'or est attribuée au film russe Wild Field, du réalisateur géorgien Mikhaïl Kalatozichvili,
  - le Prix de la meilleure interprétation masculine est attribué à l'acteur finlandais Eero Aho pour son rôle dans le film finlandais "Tears of April",
  - le Prix de la meilleure interprétation féminine est attribué à l'actrice américaine Melissa Leo pour son rôle dans le film américain "Frozen River",
  - Le prix du jury a été décerné au film chinois "The Shaft", du réalisateur Zhang Chi.

### Décembre
- Jeudi 4 décembre 2008 : Le tribunal antiterroriste de Salé condamne à 10 ans de prison ferme Hicham Ahmidan, accusé d'implication dans les attentats de Madrid le 11 mars 2006. Bien que son avocat mette en avant le fait qu'il était détenu dès le 6 mars 2006, ses empreintes digitales ont été trouvées sur deux véhicules utilisés par les terroristes et des traces de son ADN ont été découvertes dans l'habitation qui servait de repaire aux membres du groupe.
- Mardi 16 décembre 2008 : La police saisie 3 tonnes de résine de cannabis dans un village de la région de Taounate (nord-est).
- Samedi 27 décembre 2008 : Quelque 3 000 personnes réunies à l'appel de plusieurs associations dont l'association islamiste Adl wal al Ihsane du cheikh Abdessalam Yassine (non reconnue) ainsi que ceux du parti de la justice et du développement (PJD, opposition parlementaire), ont manifesté dans le centre de Rabat contre les raids aériens israéliens sur la bande de Gaza. Leurs porte-paroles ont stigmatisé le « massacre collectif de Gaza » mené par Israël et qualifié les États-Unis d'« ennemi des peuples » et ont appelé à la « vengeance » et critiqué la « passivité des régimes arabes ».